# Rumpelstiltskin Grinder
Rumpelstiltskin Grinder ist eine US-amerikanische Thrash-Metal-Band aus Philadelphia, Pennsylvania, die im Jahr 2002 gegründet wurde.

## Geschichte
Die Band wurde im Jahr 2002 von den Gitarristen Matt Moore (heute Melissa Moore) und Ryan Moll, sowie Schlagzeuger Patrick Battaglia gegründet. Kurze Zeit später kamen Bassist Shawn Riley und Sänger Jason Sidote zur Besetzung. Die Band entwickelte die ersten Lieder und veröffentlichte das Live-Album Live at the Dungeon: Raped by Bears im Jahr 2003 mit einer Auflage von 100 Stück. Nachdem im Jahr 2004 eine Split-Veröffentlichung mit Jumbo’s Killcrane erschienen war, verließ Sänger Sidote die Band und wurde durch Eli Shaika ersetzt. Nachdem die Band einen Vertrag mit Relapse Records erreicht hatte, veröffentlichte die Band ihr Debütalbum Buried in the Front Yard im Oktober 2005. Nach einer Tournee mit Municipal Waste, verließ Shaika im August 2006 die Band ebenfalls. Dadurch übernahm nun Bassist Riley zusätzlich den Posten des Sängers. Im Jahr 2008 erschienen zwei weitere Split-Veröffentlichungen, denen mit Living for Death, Destroying the Rest im Jahr 2009 das nächste Album folgte. In der Folgezeit widmeten sich die Mitglieder anderen Projekten, bis im Jahr 2012 das Album Ghostmaker erschien.

## Stil
Die Band spielte anfangs klassischen Thrash Metal. Bei späteren Alben waren teilweise Anleihen aus dem Death Metal zu hören.

## Diskografie
- Live at the Dungeon: Raped by Bears (Live-Album, 2003, Eigenveröffentlichung)
- Jumbo's Killcrane / Rumpelstiltskin Grinder (Split mit Jumbo’s Killcrane, 2004, Red Candle Records)
- Buried in the Front Yard (Album, 2005, Relapse Records)
- Speed n’ Spikes Vol. II (Split mit Absu, 2008, Relapse Records)
- Urine Trouble / Nothing Defeats the Skull (Split mit Gloominous Doom, 2008, Relapse Records)
- Living for Death, Destroying the Rest (Album, 2009, Relapse Records)
- Ghostmaker (Album, 2012, Relapse Records)